# رياك مشار
رياك مشار (بالإنجليزية: Riek Machar)‏ هو نائب رئيس جمهورية جنوب السودان سابقاً ولد سنة 1953 في ولاية الوحدة وهو من النوير. ويدين بالمسيحية الانجيلية.

## الحياة السياسية
في فبراير 2020، عُيِّن مشار من جديد نائبًا للرئيس بعد اتفاق سلام مع سالفا كير، الرئيس الحالي لجنوب السودان. وهو أيضًا رئيس الفصيل المتمرّد المعروف باسم الحركة الشعبية لتحرير السودان في المعارضة والذي أسس عام 2014 في أعقاب اندلاع الحرب عام 2013 وكان تاريخيًا معارضًا لكير. بين أبريل ويوليو 2016 شغل مشار منصب النائب الأول لرئيس جنوب السودان. عيّنَ ليكون النائب الأول للرئيس وفقًا لاتفاقية السلام الجديدة «المنشّطة» الموقعة في سبتمبر 2018. وسيتولى رياك مشار منصب النائب الأول للرئيس عند تشكيل حكومة الوحدة الجديدة، مبدئيًا في فبراير 2019، ولكن تم تأجيله لاحقًا. حتى فبراير 2020.
حصل مشار على درجة الدكتوراه في التخطيط الاستراتيجي عام 1984.
انضم إلى الحركة الشعبية / الجيش الشعبي لتحرير السودان المتمردة خلال الحرب الأهلية السودانية الثانية (1983-2005).
اختلف مشار مع زعيم الحركة الشعبية / الجيش الشعبي لتحرير السودان جون قرنق في عام 1991 وانشق عن الحركة الشعبية لتحرير السودان في نفس العام، وأسس مع بعض المنشقين على قرنق ما عرف بمجموعة الناصر (نسبة إلى مدينة الناصر بجنوب السودان).
كما أسس الحركة الموحدة عام 1992، ثم حركة استقلال جنوب السودان عام 1995.
في عام 1997، أبرم معاهدة مع حكومة السودان وأصبح رئيسًا لقوة دفاع جنوب السودان المدعومة من الحكومة. في عام 2000، ترك قوات الدفاع عن جنوب السودان وشكل ميليشيا جديدة، هي قوات الدفاع الشعبية السودانية / الجبهة الديمقراطية، وفي عام 2002 عاد للانضمام إلى الجيش الشعبي لتحرير السودان كقائد كبير. بعد وفاة جون قرنق في يوليو 2005، أصبح مشار نائبًا لرئيس جنوب السودان المتمتع بالحكم الذاتي. أصبح نائب رئيس جنوب السودان في 9 يوليو 2011 عندما أصبحت البلاد مستقلة، لكن الرئيس سلفا كير ميارديت أقاله من منصبه في 23 يوليو 2016.
قاد في منتصف ديسمبر 2013 محاولة انقلابية فاشلة ضد غريمه سلفاكير ميارديت رئيس دولة جنوب السودان، تفجر على اثرها نزاع قبلي بين الدينكا والنوير
أعيد تعيين مشار نائبًا أول لرئيس جنوب السودان في 22 فبراير 2020 كجزء من تنشيط حكومة الوحدة الوطنية الانتقالية.

## وظائفه المبكرة
ولد ريك مشار تيني دورغون في لير بولاية الوحدة في 26 نوفمبر 1952، وهو الابن السابع والعشرون لرئيس أيود وليير. نشأ عضوًا في الكنيسة المشيخية. ينتمي مشار إلى قسم دوك (دوك تشينغلووم) من شعب نوير بنتيو. تدرب كمهندس في جامعة الخرطوم وحصل على درجة الدكتوراه في الهندسة الميكانيكية من جامعة برادفورد عام 1984.
يُطلق على مشار لقب tuut dhoali / Doth باللغة الإنجليزية، والتي يمكن ترجمتها «صبي بالغ»، بمعنى غير مبتدئ ومتعلم. لقد حاول تجاوز الانقسامات القبلية، وحاول ذات مرة حظر علامات التنشئة. ومع ذلك، في صراعه مع جون قرنق، استغل الخصومات العرقية بين شعب النوير والدينكا. تزوج مشار من إيما ماكيون، عاملة الإغاثة البريطانية. توفيت في حادث سيارة في نيروبي عام 1993 عن عمر يناهز 29 عامًا أثناء الحمل. الزوجة الثانية لمشار، أنجلينا تيني، هي واحدة من السياسيات البارزات في جنوب السودان. كانت وزيرة دولة للطاقة والتعدين في الحكومة الانتقالية (2005-2010).
كان مشار قائدًا للمتمردين مع الحركة الشعبية / الجيش الشعبي لتحرير السودان برئاسة جون قرنق من عام 1984 حتى خلافه مع قرنق في عام 1991. وبصفته قائد منطقة غرب أعالي النيل، دخل عام 1986 في اتفاقية مع البقارة رؤساء. قاد مشار القوات التي هاجمت ميلوت واجتاحته في عام 1989. وفي ذلك العام تمكن من زيارة عائلته التي كانت تتخذ من بريطانيا مقرا لها، لأول مرة منذ اندلاع الحرب الأهلية. في عام 1990 كان مقر مشار في لير. وفي وقت لاحق، عُيِّن قائداً إقليمياً للجيش الشعبي لتحرير السودان للمنطقة الممتدة من الحدود الإثيوبية شرقاً إلى الرنك في الشمال وإلى أيود ووات في الجنوب.
اختلف مشار مع زعيم الجيش الشعبي لتحرير السودان جون قرنق حول الأهداف. حيث كان جون قرنق يريد في البداية سودانًا علمانيًا وديمقراطيًا ولكن موحدًا يكون للجنوبيين فيه تمثيل كامل، أراد مشار جنوب السودان المستقل تمامًا. في أغسطس 1991، أعلن ريك مشار ولام أكول وجوردون كونغ أن جون قرنق قد طُرِّد من الحركة الشعبية لتحرير السودان. كونغ تشول من جيكاني نوير الشرقية ولام أكول من شعب الشلك. الفصيل المنشق، ومقره في ناصر حتى عام 1995 ثم في الواع وعيود، كان يسمى فصيل الحركة الشعبية / عبد الناصر من 1991 إلى 1993. كجزء من الجيش الشعبي لتحرير السودان - ناصر، شارك في مذبحة بور، حيث كان 2000 معظمهم من المدنيين. قتل في بور عام 1991 بينما مات عشرات الآلاف في السنوات التالية من المجاعة الناتجة. أعلنت ميليشيا بول نوير أنيانيا -2 في مايوم بقيادة باولينو ماتيب وميليشيا لو نوير أنيانيا -2 في تل دوليب بقيادة يوهانس يوال لصالح ريك.
كان كيروبينو كوانيين وفاوستينو أتيم جوالديت، دينكاس من بحر الغزال، من بين مؤسسي الحركة الشعبية لتحرير السودان لكن اختلفوا مع جون قرنق وسجنوا. لقد هربوا وانضموا إلى مشار في عام 1993، حيث شكلت قواتهم إضافة مهمة إلى الجيش الشعبي لتحرير السودان - الناصر الذي كان يهيمن عليه النوير سابقًا. أصبح كيروبينو نائب القائد الأعلى للقوات المسلحة. بعد هذه الإضافة من قبل قوات من مجموعات عرقية أخرى، سميت حركة ريك وقوته بالجيش الشعبي لتحرير السودان - المتحدة من 1993 إلى 1994.
في سبتمبر 1993، أجرى الرئيس الكيني دانيال أراب موي محادثات منفصلة مع قرنق وريك مشار. في أكتوبر 1993 استضاف الكونجرس الأمريكي اجتماعا بين قرنق ومشار. وبدا الاثنان متفقين على مواضيع مختلفة تتعلق بوقف إطلاق النار والمصالحة بين الفصيلين وتقرير المصير ومعارضة نظام الخرطوم، لكن مشار عارض سلطة قرنق ورفض التوقيع على إعلان مشترك. طرد مشار لام أكول من الجيش الشعبي لتحرير السودان - المتحد في فبراير 1994. وعاد لام أكول إلى كودوك في منطقة ولاية أعالي النيل التي تسيطر عليها الحكومة.
من 1994 إلى 1997 كانت حركة مشار تُعرف باسم حركة / جيش استقلال جنوب السودان (SSIM / A). على الرغم من سعيها لاستقلال جنوب السودان ، تلقت الجماعة دعمًا سريًا من حكومة السودان عندما حاربت الجيش الشعبي لتحرير السودان بين عامي 1991 و 1999 في هجمات أصبحت عنيفة بشكل متزايد وذات دوافع عرقية. في أوائل عام 1995، تم تعليق الأعمال العدائية مؤقتًا بين SSIM والجيش الشعبي لتحرير السودان، والتي أودت بحياة عدة آلاف من المدنيين. طرد مشار كيروبينو كوانيين والقائد ويليام نيون باني من SSIM على أساس أنهما وقعا اتفاقيات عسكرية وسياسية مع حكومة السودان في أواخر العام السابق ، وأنهما حاولا تشكيل فصيل تدعمه الحكومة في SSIM.
خلال التسعينيات، طور مشار بمهارة الدعم بين النوير الشرقي وجيكاني واللو ، مستفيدًا من عدم شعبية الجيش الشعبي لتحرير السودان مع جماعة جيكاني واستفاد من التقاليد النبوية لإثبات قضيته. في عام 1996 وقع مشار ميثاقًا سياسيًا وفي عام 1997 اتفاقية الخرطوم للسلام مع الحكومة. وبموجب هذا الاتفاق كان مساعدا لعمر البشير رئيس السودان ورئيس المجلس التنسيقي للولايات الجنوبية. كما عُين القائد العام لقوات دفاع جنوب السودان، التي تضم معظم المتمردين السابقين الذين وقعوا اتفاق الخرطوم.

## مناصبه
تولّى منصب نائب رئيس جمهورية جنوب السودان في يوليو 2011 بعد الاستقلال مباشرة.
كان سابقا عضوا في الوفد المفاوض لدولة جنوب السودان في اديس اببا وفي الخرطوم بعده.
هو من مؤسسي الحركة الشعبية لتحرير السودان.

## حياته السياسية
ويدين بالمسيحية الانجيلية. قام في منتصف ديسمبر 2013 بمحاولة انقلابية فاشلة ضد غريمه سلفاكير ميارديت رئيس دولة جنوب السودان، تفجر على اثرها نزاع قبلي بين الدينكا والنوير
انشق رياك مشار -وينتمي لقبيلة النوير- عن الحركة الشعبية لتحرير السودان عام 1991، وأسس مع بعض المنشقين على قرنق ما عرف بمجموعة الناصر (نسبة إلى مدينة الناصر بجنوب السودان). كما أسس الحركة الموحدة عام 1992، ثم حركة استقلال جنوب السودان عام 1995.
وقاد عملية تفاوض مع حكومة البشير آلت إلى ما عرف باتفاقية الخرطوم للسلام 1990، وقد وقعت هذه الاتفاقية أربعة فصائل جنوبية تعرف بمجموعة الناصر التي تم التنسيق بينها، وأسفرت هذه الاتفاقية عن إنشاء مجلس تنسيق الولايات الجنوبية الذي عين مشار رئيسا له.
قال عنه قرنق في احدي لقاءته مع البي بي سي أن التاريخ سيظل يذكر رياك مشار بالشخص الذي طعن الحركة في ظهرها حينما كنا على وشك الانتصار.
متزوج من السيدة/ انجلينا تينج وزيرة الدولة بوزارة الطاقة السودانية قبل انفصال الجنوب.

## انظر ايضاً
- لام أكول